# Iraaks kenteken

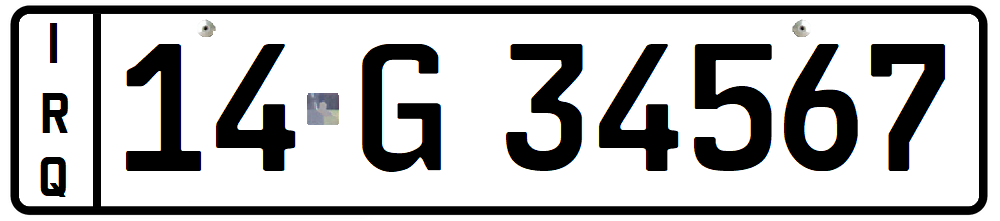

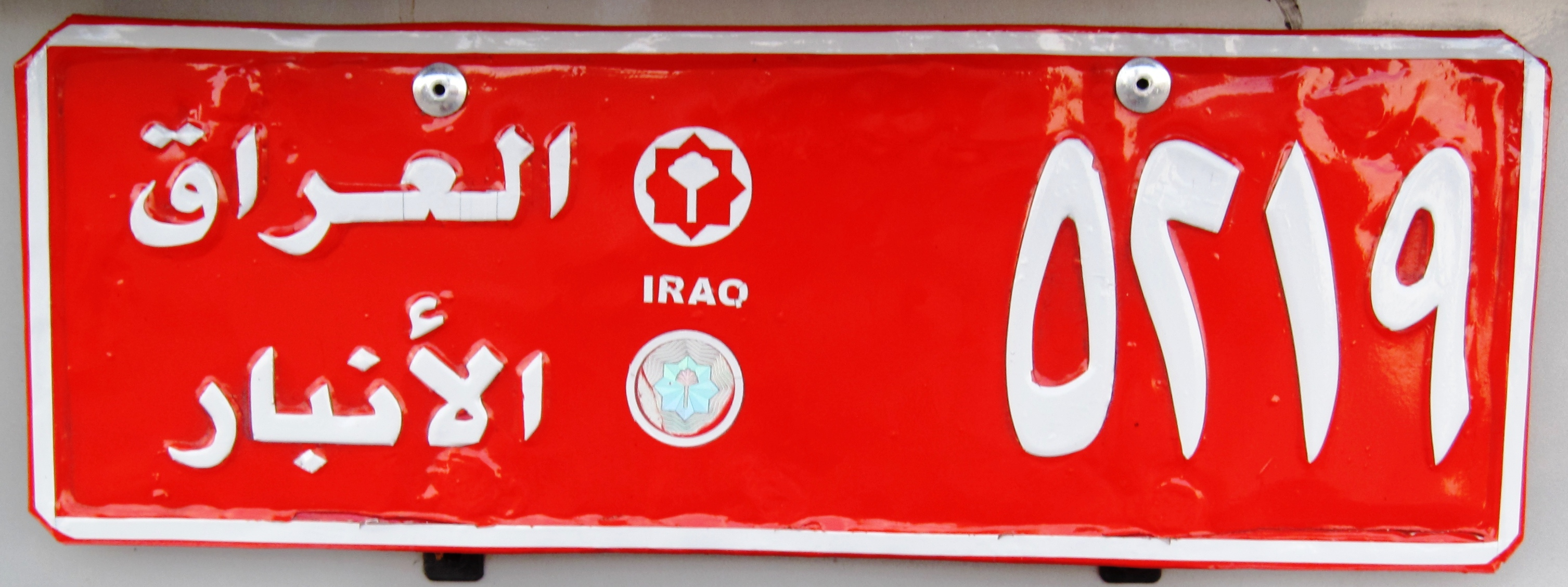
Kentekenplaat van een huurauto

Het Iraakse kenteken is verschillend van kleur, afhankelijk van het gebruik.
De kentekenplaat is rechthoekig van vorm en gemaakt van aluminium. Op de kentekenplaten staat Arabische tekst en "IRAQ" in het Latijns alfabet.

## Verschillen
| Kleur | Type                     |
| ----- | ------------------------ |
| Wit   | Particulier voertuig     |
| Rood  | Huurauto                 |
| Blauw | Overheidsauto            |
| Geel  | Handelskentekenplaat     |
| Zwart | Tijdelijke kentekenplaat |